# 用户界面测试
在软件工程中，用户界面测试是指測試人員测试产品的图形用户界面的过程，以确保图形用户界面符合品質要求。这一過程通常是測試人員通过使用各种测试用例来完成的。